# كريستوفر هامبتون
كريستوفر هامبتون (بالإنجليزية: Christopher Hampton)‏ مواليد 26 يناير 1946 في الأزور، البرتغال، هو مخرج بريطاني كما أنه من الفائزين بجائزة بافتا وجوائز الأوسكار.

## الأعمال
- علاقات خطرة
- العميل السري
- ذا كوايت أميركان
- تكفير
- العم فانيا
- دون خوان

## وصلات خارجية
- كريستوفر هامبتون على موقع IMDb (الإنجليزية)
- كريستوفر هامبتون على موقع مونزينجر (الألمانية)
- كريستوفر هامبتون على موقع ألو سيني (الفرنسية)
- كريستوفر هامبتون على موقع ميوزك برينز (الإنجليزية)
- كريستوفر هامبتون على موقع ميوزك برينز (الإنجليزية)
- كريستوفر هامبتون على موقع أول موفي (الإنجليزية)
- كريستوفر هامبتون على موقع بوكس أوفيس موجو (الإنجليزية)
- كريستوفر هامبتون على موقع قاعدة بيانات برودواي على الإنترنت (الإنجليزية)
- كريستوفر هامبتون على موقع قاعدة بيانات الأفلام السويدية (السويدية)
- كريستوفر هامبتون على موقع إن إن دي بي (الإنجليزية)